# Phaeosphaeria oryzae
Phaeosphaeria oryzae är en svampart som beskrevs av I. Miyake 1909. Phaeosphaeria oryzae ingår i släktet Phaeosphaeria och familjen Phaeosphaeriaceae.   Inga underarter finns listade i Catalogue of Life.